# 横山章

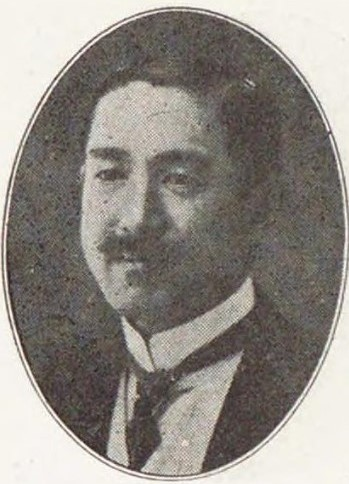
横山章

横山 章（よこやま あきら、1874年（明治7年）1月13日 - 1938年（昭和13年）4月14日）は、日本の政治家・衆議院議員（公友倶楽部）、貴族院議員、石川県多額納税者、資産家、実業家。温泉電軌、横山鉱業部、ボルネオ護謨各社長。共同生命保険、金沢電気瓦斯各取締役。尾小屋鉱山監査役。金沢倉庫相談役。金沢商業会議所会頭。族籍は石川県士族。

## 人物
加賀八家横山氏一門で、石川県士族の横山隆興（11代当主横山隆章三男）の長男。金沢市生まれ。1895年、東京物理学校を卒業。以来専ら自家経営の鉱業に従事し、1906年、満韓巡遊の途に上り親しく鉱業を視察する。1912年、金沢市で開催された第2回帝国菓子飴大品評会会長に就任する。
1916年8月、勲四等に叙し、瑞宝章を賜り、翌月金沢高等工業学校設立費として金10万円を寄付した。同年家督を相続。
1915年の総選挙に際し、金沢市より推されて衆議院議員に当選した。石川県多額納税者で、直接国税4326円を納め、1918年6月、貴族院議員に互選され、同年9月29日から1932年（昭和7年）9月28日まで2期在任。趣味は多種多様だが、謡曲、乗馬は最も得意とする所であった。住所は石川県金沢市高岡町、同市上柿木畠、東京市外大久保町西大久保。

## 家族・親族
横山家
- 父・隆興（1848年 - 1916年、石川士族[1][5]、横山鉱業部代表社員）
- 妻・こと（1880年 - ?、石川士族、加藤里路の三女）[5]
- 男・隆倫（1900年 - ?）[1]
- 長女・和子（1899年 - ?、公爵・二条弼基の従兄・邦基の妻）[5]
- 女・幾子（1903年 - ?）[5]

親戚
- 二条弼基（公爵）[5]
- 横山隆俊（男爵）
- 横山隆平（男爵）

## 邸宅
1912年（大正元年）に金沢市高岡町の自邸内に接客用に設けた屋敷の一部は、1921年（大正10年）に建物の一部が加賀市山中温泉下谷町に移築され
、無限庵御殿として石川県指定有形文化財になっている。